# Demodex brevis
Demodex brevis ist eine Milbenart aus der Familie der Haarbalgmilben (Demodicidae). Neben ihrer Schwesterart Demodex folliculorum ist sie eine der beiden Milbenarten, die die menschliche Haut besiedeln, beide Arten werden auf Deutsch Haarbalgmilbe genannt.
Demodex brevis ist mit zunehmendem Alter bei fast jedem Menschen anzutreffen und normalerweise ein harmloser Kommensale, kann aber bei verstärktem Befall auch Krankheiten auslösen.

## Beschreibung
Der Körper der Tiere ist fast durchsichtig. Neben Eiern und Larven finden sich als weitere Stadien vor dem Erwachsenenstadium Protonymphe und Nymphe.

### Männliche Tiere
Männchen erreichen eine mittlere Länge von 0,17 Millimeter, rund zwei Drittel davon entfallen auf den Hinterleib. Der Mundbereich (Gnathosoma) ist trapezförmig und am Ansatz breiter als lang. Der hufeisenförmige Pharynxbulbus ist nach hinten offen, seitlich vor ihm unterhalb des Gnathosoma befinden sich sehr kleine Borsten. Die auf den Coxen liegenden, nach hinten weisenden, sehr kleinen Dornen sind zapfenartig.
Die vier Beinpaare des adulten Tieres befinden sich auf der Ventralseite des vorderen Körperteils, des Podosoma, sie sind in regelmäßigen Abständen angeordnet. An jeder Fußwurzel finden sich je zwei am äußeren Ende zweigeteilte Klauen mit einem nach hinten weisenden, großen Sporn. Die Pedipalpen haben fünf winzige, zurückgebogene Klauen. Solenidien finden sich an den ersten beiden Beinpaaren, fehlen aber an den dritten und vierten. Die Epimeralplatten weisen am mittwärts gelegenen Rand eine feine Zähnung auf und stoßen an der Mittellinie nicht aneinander, der Spalt ist zwischen den Epimeralplatten des zweiten und dritten Beinpaars weiter als zwischen den anderen. Der Penis ist 18 Mikrometer lang.
Die auf der Rückenseite auf Höhe des zweiten Beinpaars gelegene Genitalöffnung ist ein unverschlossenes, kleines Loch. Die auf der Rückenseite des Podosoma stehenden Borsten sind groß und rund, das hintere und das vordere Paar stehen dabei gleich weit von der Mittellinie entfernt. Der Hinterleib ist quergefurcht und am Ende spitz. Ein Proctodeum fehlt.

### Weibliche Tiere
Die weiblichen Tiere sind bei gleichen Proportionen größer als die Männchen, sie erreichen eine mittlere Länge von 0,21 Millimeter, äußerstenfalls bis zu 0,44 Millimeter. Das Gnathosoma ist jenem der Männchen gleich, aber um durchschnittlich rund 2 Mikrometer breiter und länger. Die Beine sind gleich jenen der Männchen. Die Epimeralplatten treffen sich mittig, der Vorderrand jener des vierten Beinpaars sind leicht nach hinten abgewinkelt.
Die Vulva ist ein 7 Mikrometer langer, einfacher Längseinschnitt zwischen dem vierten Epimeralplattenpaar. Das Opisthosoma ist gleich jenen der Männchen gefurcht, läuft aber spitzer aus. Ein Proctodeum fehlt.

### Eier und Larven
Die ovalen, zum hinteren Ende leicht stumpf zulaufenden Eier sind rund 60 Mikrometer lang und 34 Mikrometer breit.
Die fadenförmigen, schwach sklerotisierten Larven sind im Mittel 0,11 Millimeter lang, am breitesten mit bis zu 33 Mikrometern am zweiten Beinpaar. Die Palpen bestehen aus zwei Segmenten, der Tarsenabschnitt weist eine viergeteilte Klaue und eine einzinkige Klaue auf, die eventuell eine Borste darstellt. Das Epistom weist an seiner Vorderkante ein Paar stark chitinisierter, nach hinten gewandter Stacheln auf. Der hufeisenförmige Pharynxbulbus ist nach hinten offen, Borsten unterhalb des Gnathosoma fehlen.
Die sehr kleinen Dornen auf den Coxen sind zapfenartig. Die Beine bestehen aus zwei Segmenten, an den Tarsen steht dorsal wie ventral je eine dreifach gegabelte Klaue. Unmittelbar hinter den dorsalen Klauen der ersten beiden Beinpaare finden sich Solenidien, am dritten Paar fehlen sie. Auf Höhe des zweiten bzw. dritten Beinpaars finden sich jeweils schwach sklerotisierte, flache, quer sichelförmige Epimeralplattenpaare. Zwischen den Beinpaaren finden sich längs der Mittellinie feine Furchen, der Körper ist hinter dem letzten Beinpaar schwach quergefurcht.

### Protonymphe und Nymphe
Protonymphen sind mit rund 0,15 Millimetern Länge länger als die Larven, am breitesten mit bis rund 34 Mikrometern sind sie am zweiten Beinpaar. Bis auf die fehlenden Stacheln des Epistoms sind sie den Larven sonst gleich.
Die fadenförmige Nymphe ist im Mittel 165 Mikrometer lang und erreicht ihre mit 41 Mikrometern größte Breite zwischen dem zweiten und dritten Beinpaar. Alle Beine weisen dreifach gegabelte Klauen auf, zwischen den zweiten, dritten und vierten Beinen finden sich quer sichelförmige Epimeralplattenpaare. In allen anderen Belangen gleicht die Nymphe der Larve.

## Lebensweise
Die Tiere sind geschlechtsunabhängig und wirtsspezifisch bei Menschen aller Hautfarben und Herkunft verbreitet, wenngleich in unterschiedlich starker Häufigkeit. So fanden sich Haarbalgmilben (nicht differenziert zwischen Demodex folliculorum und Demodex brevis) auf Tokelau bei 7,6 %, bei Untersuchungen in West-New York hingegen fand sie sich bei 55 % der Untersuchten. Sie besiedeln annähernd jeden Menschen im Laufe seines Lebens, während Neugeborene noch unbefallen sind, sind sie bei über 70-jährigen zu 100 % zu finden
Demodex brevis besiedelt die Talgdrüse vorzugsweise des menschlichen Gesichtes, findet sich aber (nicht differenziert zwischen Demodex folliculorum und Demodex brevis) auch in Brüsten, gelegentlich Knien, der Zunge und der Vorhaut. Meist bewohnt ein einzelnes Tier, gelegentlich ein zweites, eine Talgdrüse, und ernährt sich von deren Sekret. Die Tiere überleben auch den Tod ihres Wirtes für einige Zeit, Berichte reichen von 8 Tagen in bereits stark verwestem Gewebe bis hin zu 14 Tagen.

## Systematik
Demodex brevis wurde 1963 durch L. Akbulatova als Unterart von Demodex folliculorum erstbeschrieben. Clifford Desch und William B. Nutting sprachen ihr 1972 dann Artrang zu.

## Pathogenität
Die genaue medizinische Bedeutung von Demodex brevis ist noch nicht geklärt, sie gilt (nicht differenziert zwischen Demodex folliculorum und Demodex brevis) als fakultativ pathogen. In der Regel ist der Befall folgenlos, gelegentlich aber kann es zu sogenannten Demodikosen kommen. Faktoren wie Alter oder ein schlechter Allgemeinzustand begünstigen die Zunahme der Anzahl der Tiere ebenso wie Erkrankungen (z. B. AIDS). Wenn dann eine besonders hohe Milbendichte erreicht ist, können – eventuell ausgelöst durch den Kot oder die Eier – Hautkrankheiten auftreten, die der Akne oder der Rosazea ähneln.
Drei Varianten der Demodikosen sind dabei zu unterscheiden, nämlich
- Pityriasis folliculorum, eine Rötung der Haut mit Keratosen der Follikel und follikulärer Schuppung, wodurch sich die Haut sandpapierartig anfühlt,
- die Rosazea-ähnliche Demodikose (die nur schwer von der echten Rosazea zu unterscheiden ist, weshalb in mancher Literatur ein Zusammenhang zwischen Demodex und der eigentlichen Rosazea angenommen wird) sowie
- die granulomatöse Demodikose, die schwere Entstellungen zur Folge haben kann.

Die Therapie ist inzwischen durch das lokal als Creme anzuwendende Akarizid Ivermectin oft erfolgreich.
Auch eine Entzündung der Augenlider (Blepharitis) ist möglich.